# Mlinarev San
Mlinarev San (v srbské cyrilici Млинарев Сан) je motel, který se nachází v srbském městě Arilje. Motel, který vznikl podle návrhu tehdejšího jugoslávského architekta Mihajla Mitroviće, patří mezi ukázky brutalistické architektury v tehdejší Jugoslávii. 
Brutalistický motel byl zbudován v letech 1974 až 1975 na břehu řeky Veliki Rzav. Vzhledem k lokalitě a druhu užití nebyl strohý železobeton na fasádě stavby vystaven přímo, ale byl obložen v interiéru dřevem a cihlou. Jednotlivé části stavby byly umístěny tak, aby nevystupovaly nápadně nad terén, ale byly zasazeny do svahu nad řekou. Původní myšlenku na výstavbu hotelu právě ve městě Arilje získal Mitrović díky podnětu od občana. Tuto stavbu také považoval za chloubu své kariéry.